# Lobocleta martinicensis
Lobocleta martinicensis är en fjärilsart som beskrevs av Claude Herbulot 1985. Lobocleta martinicensis ingår i släktet Lobocleta och familjen mätare. Inga underarter finns listade i Catalogue of Life.